# Кремнофила
Кремнофила (лат. Cremnophila) — род многолетних суккулентных растений семейства Толстянковые (Crassulaceae) произрастающий на территории центральной Мексики.

## Название
Латинское родовое название Cremnophila происходит от греч. γκρεμός (gkremós) — скала, обрыв и др.-греч. φίλος, phílos — любящий, дружелюбный, и отсылает к тому что растения данного рода часто произрастают на скалах и в труднодоступных местах.

## Описание
Многолетники с толстыми деревянистыми каудексами и густыми розетчатыми листьями; листья крупные, толстые и голые.
Соцветие представлено узкой компактной метелкой, нижние веточки немного длиннее остальных. Чашечка глубоко пятилопастная, доли прямостоячие, узкие и плотные. Венчик ярко-желтого цвета. Тычинок 10. Плодолистики прямостоячие.

## Таксономия
Cremnophila Rose, первое упоминание в N.L.Britton & al. (eds.), N. Amer. Fl. 22: 56 (1905).
Типовой вид — Cremnophila nutans Rose — Растение не похожее ни на какой другой известный мексиканский вид семейства Толстянковые (Crassulaceae). Оно растет в влажных и практически отвесных скалах и других труднодоступных местах. Обычно его цветоносный стебель свисает, а вторичные ветви поднимаются, но в гербарных образцах предполагается обратное; у культурных экземпляров цветоносы почти прямостоячие.

### Виды
Подтвержденные виды по данным сайта Plants of the World Online на 2023 год:
- Cremnophila linguifolia (Lem.) Moran
- Cremnophila nutans Rosetypus
- Cremnophila tlahuicana J.Reyes, Ávila & Brachet

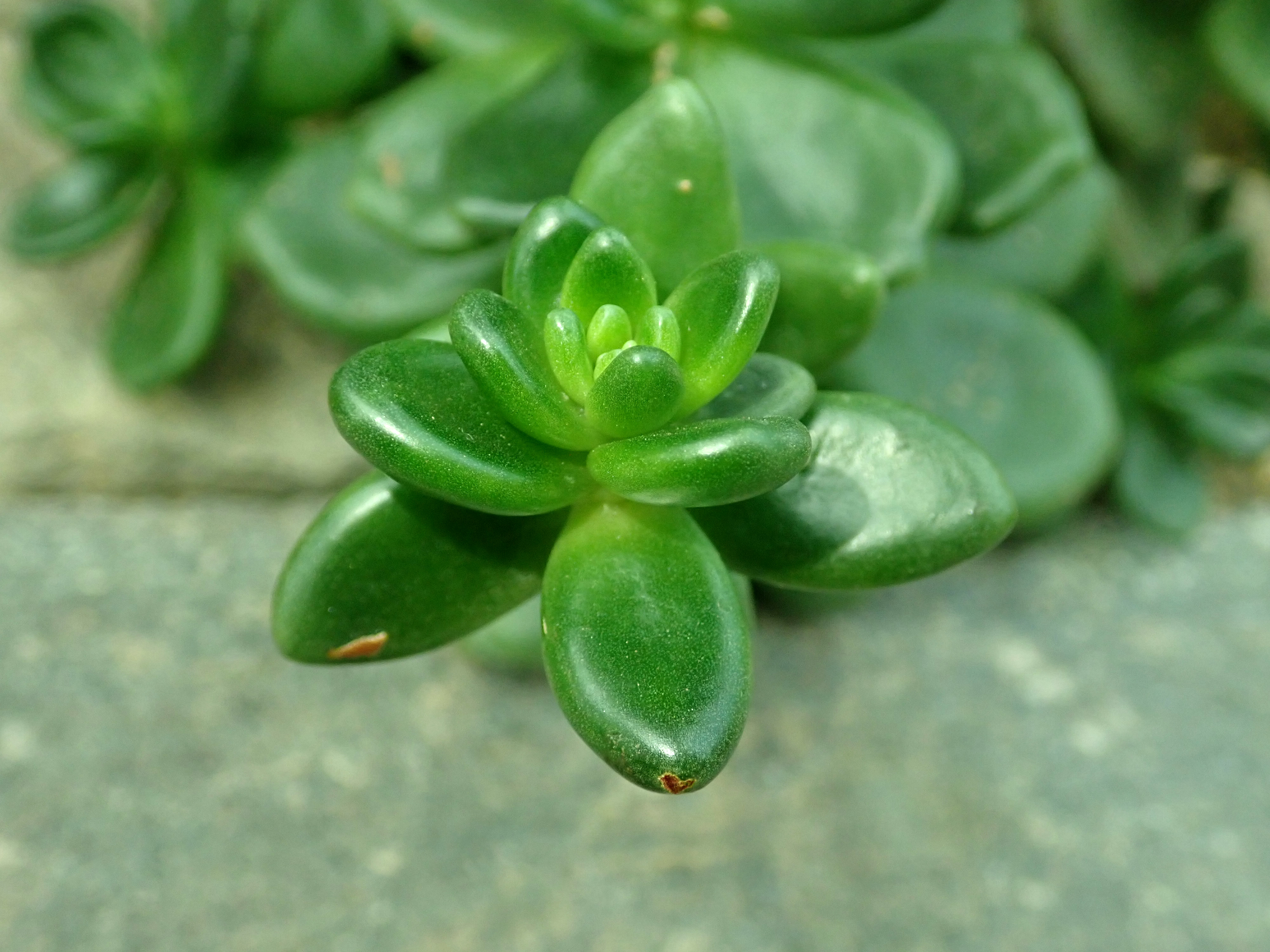
Cremnophila linguifolia
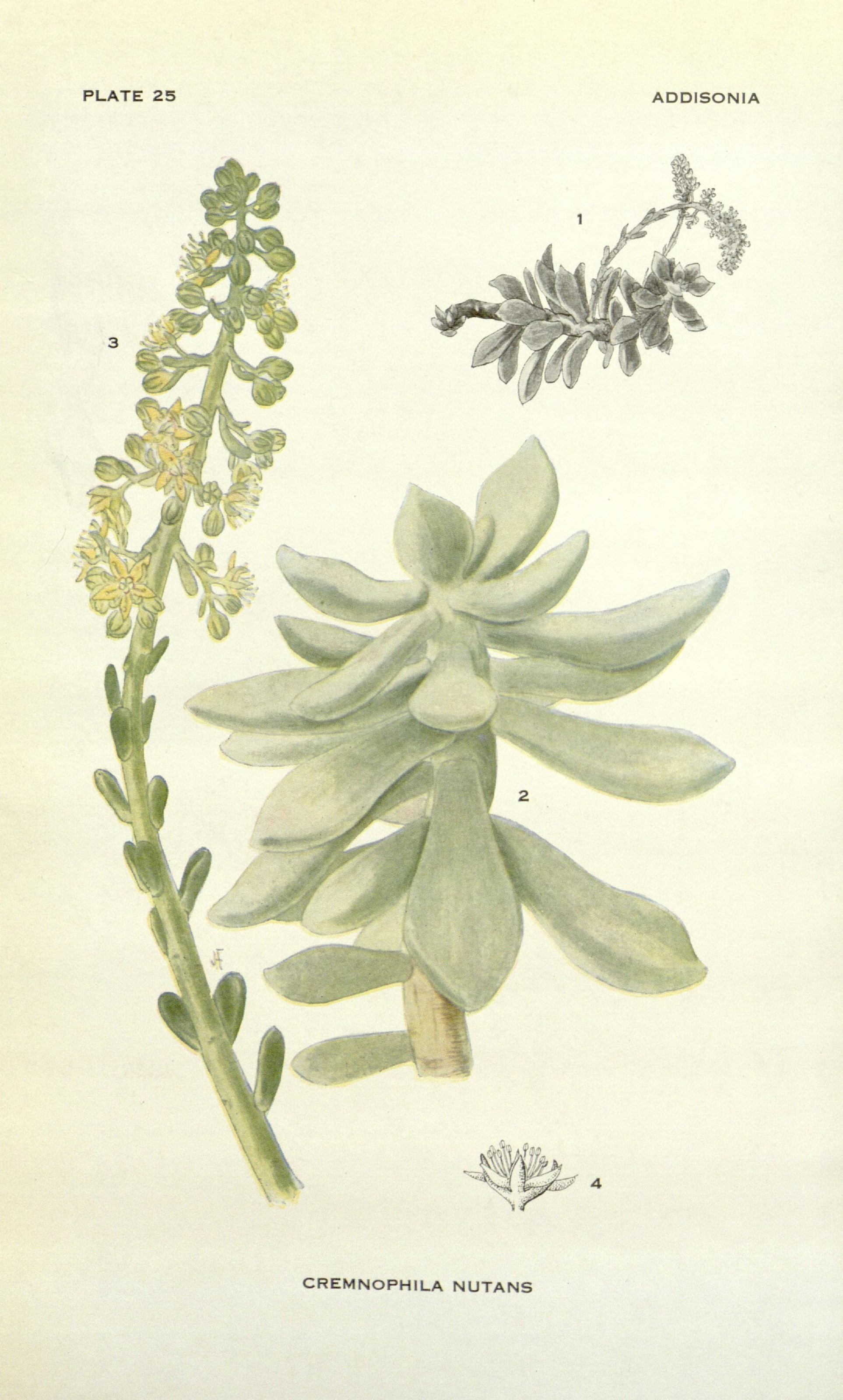
Cremnophila nutans